# VIENNA-TEC
Die  VIENNA-TEC ist eine internationale Fachmesse für die Industrie, die im zweijährlichen Rhythmus auf dem Gelände der Messe Wien im 2. Wiener Gemeindebezirk stattfindet.

## Geschichte
Als Veranstalter tritt die Reed Exhibitions auf. Auf dem Gelände präsentieren über 500 Aussteller ihre Produkte. Die Besucherzahlen werden mit rund 30.000 für die vier Tage dauernde Messe angegeben. Im Zuge der Messe finden auch Tagungen statt.
Die Messe selbst entstand 2006 aus der Vereinigung der sechs Fachmessen:
- AUTOMATION AUSTRIA (Industrielle Automatisierung und Antriebstechnik)
- ENERGY-TEC (Energieverteilung und Schalttechnik)
- IE-IndustrieElektronik
- INTERTOOL (Fertigungstechnik)
- MESSTECHNIK (Mess-, Prüftechnik und Qualitätssicherung)
- SCHWEISSEN / JOIN-EX (Schweißen, Verbinden, Schneiden, Prüfen und Schützen)